# NGC 637
NGC 637 is een open sterrenhoop in het sterrenbeeld Cassiopeia. Het hemelobject werd op 9 november 1787 ontdekt door de Duits-Britse astronoom William Herschel.

## Synoniem
- OCL 329